# Communauté de communes du Pays des Écrins
Die Communauté de communes du Pays des Écrins ist ein französischer Gemeindeverband mit der Rechtsform einer Communauté de communes im Département Hautes-Alpes in der Region Provence-Alpes-Côte d’Azur. Er ist nach der Landschaft Pays des Écrins benannt, wurde am 14. Dezember 2000 gegründet und umfasst acht Gemeinden. Der Verwaltungssitz befindet sich im Ort L’Argentière-la-Bessée.

## Historische Entwicklung
Die Communauté de communes du Pays des Écrins ist am 14. Dezember 2000 aus dem am 1. Januar 1965 gegründeten SIVOM hervorgegangen.

## Mitgliedsgemeinden
| Gemeinde                                  | Einwohner 1. Januar 2022 | Fläche km² | Dichte Einw./km² | Code INSEE | Postleitzahl |
| ----------------------------------------- | ------------------------ | ---------- | ---------------- | ---------- | ------------ |
| Champcella                                | 179                      | 30,25      | 6                | 05031      | 05310        |
| Freissinières                             | 189                      | 88,21      | 2                | 05058      | 05310        |
| L’Argentière-la-Bessée                    | 2.278                    | 64,55      | 35               | 05006      | 05120        |
| La Roche-de-Rame                          | 896                      | 40,53      | 22               | 05122      | 05310        |
| Les Vigneaux                              | 515                      | 15,99      | 32               | 05180      | 05120        |
| Puy-Saint-Vincent                         | 270                      | 22,98      | 12               | 05110      | 05290        |
| Saint-Martin-de-Queyrières                | 1.122                    | 55,52      | 20               | 05151      | 05120        |
| Vallouise-Pelvoux                         | 1.133                    | 144,81     | 8                | 05101      | 05290        |
| Communauté de communes du Pays des Écrins | 6.582                    | 462,84     | 14               | –          | –            |